# Jim Jordan (politiker)
För strategen se Jim Jordan (politisk strateg).
James Daniel "Jim" Jordan, född 17 februari 1964 i Troy, Ohio (men uppväxt i Urbana i samma delstat), är en amerikansk republikansk politiker. Han representerar delstaten Ohios fjärde distrikt i USA:s representanthus sedan 2007.
Jordan är en av grundarna av det konservativa House Freedom Caucus. Han var dess första ordförande från 2015 till 2017, och vice ordförande sedan 2017. 
Enligt The Dayton Daily News är Jordan "känd för att vara en av kongressens mest konservativa medlemmar". Han är nära allierad med tidigare presidenten Donald Trump.

## Biografi
Jordan gick i skola i Graham High School i St. Paris. Han avlade 1986 kandidatexamen vid University of Wisconsin–Madison, 1991 master-examen vid Ohio State University och 2001 juristexamen vid Capital University. Han arbetade sedan som advokat.
Kongressledamoten Michael Oxley kandiderade inte till omval i kongressvalet i USA 2006. Jordan vann valet och efterträdde Oxley i representanthuset i januari 2007.
Jordan var assisterande brottningstränare i Ohio State Universitys brottningsprogram från 1986 till 1994. I juli 2018 anklagades Jordan av brottare som han tidigare coachat vid Ohio State University Jordan för att inte ha agerat mot en lagläkare som utsatt dem och andra studenter för sexuella övergrepp. Dessa före detta brottare framhöll att Jordan omöjligen kunde ha varit ovetande om vad som pågick, där en av dem hävdade att han vid den tiden berättade för Jordan om de sexuella övergreppen, medan Jordan vidhöll att han inte kände till dessa missförhållanden.